# ПЧМ-Новочеркасск
Машинизированная дистанция пути по ремонту и эксплуатации путевых машин 
(ПЧМ-Новочеркасск)

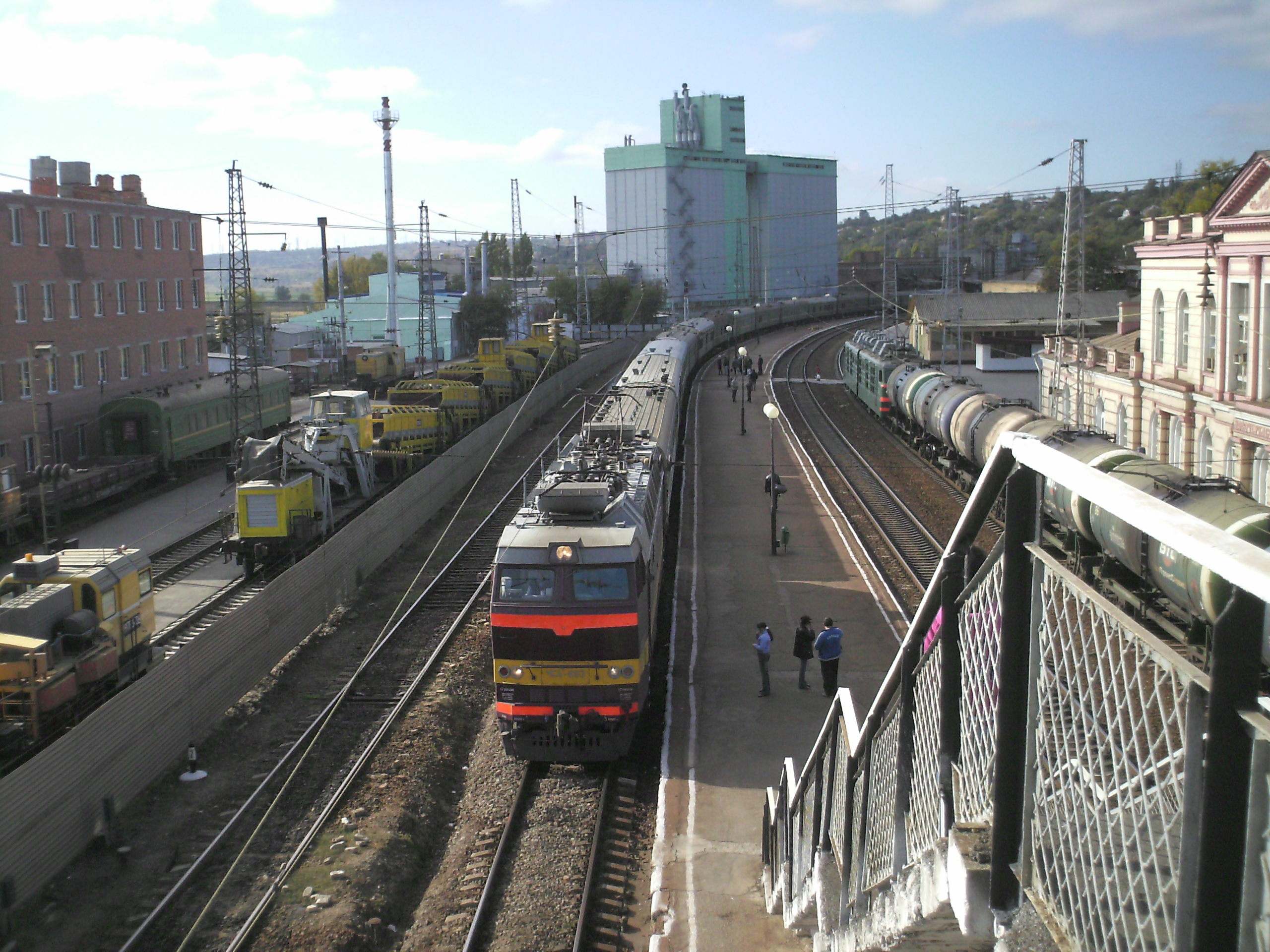
Депо (слева)

Создана 1 февраля 1999 года на базе ДРММ (Дорожных Ремонтных Механических Мастерских).
ПЧМ-1 располагается в большей части в зданиях постройки 1880 года. Первоначально предприятие было организовано как паровозное депо.
В годы ВОВ, после освобождения г.Новочеркасска от немецко-фашистских оккупантов – 23.02.1943г. Новочеркасское паровозное депо было восстановлено и продолжало работать.
Паровозное депо производило средний ремонт паровозов для всей С-Кав. ж.д. с их выдачей под грузовые и пассажирские поезда. Новочеркасское депо было в подчинении ТН-Шахтная. Депо по производственной деятельности было связано с ТЧ-Каменоломни.
В связи с тем, что депо в годы войны было разрушено, а возросшие скорости движения поездов требовали расширения производства – все паровозные бригады на основании ТН-Шахтная были переданы по приказу № 13 от 31.03.1943г. в ТЧ-Каменоломни.
Приказом № 118 от 29.07.1944г. Новочеркасское депо ликвидировано и на его базе организованы литейно-механические мастерские ст.Новочеркасск. Литейно-механические мастерские производили ремонт углеподъемных кранов, цветное и чугунное литье для ТЧ-Каменоломни, ремонт и изготовление путевого инструмента.
5 мая 1951 года приказом начальника СКЖД № 281\Н литейно-механические мастерские переданы службе Пути С-Кав. ж.д. и переименованы в Путевые Дорожные Мастерские ст.Новочеркасск. В мастерских производился текущий ремонт тяжелых путевых машин, разовые работы для промышленных предприятий.
В соответствии с распоряжением зам. министра Путей Сообщения от 11.01.1955г. № П-885 и реестровой записи № 49 от 17.01.1955г. Государственной штатной комиссией при Совете Министров СССР Новочеркасские Путевые дорожные мастерские СКЖД переименованы в Новочеркасские Дорожно-Ремонтные механические мастерские (ДРММ) С-Кав. ж.д. и в подчинении службы Пути. ДРММ занимались ремонтом путевых машин, изготовлением машин и механизмов, изготовлением путевого инструмента, изготовлением металлоконструкций и приспособлений, пружинных противоугонов.
1 февраля 1999 года ДРММ ликвидированы и на их базе основана Машинизированная дистанция по ремонту и эксплуатации путевых машин (ПЧМ) ст.Новочеркасск.
Основной род деятельности ПЧМ-Новочеркасск – эксплуатация и ремонт путевых машин. На предприятии, кроме цеха эксплуатации, существуют механический цех, кузнечно-прессовый цех, агрегатный участок, электроучасток, транспортный участок, пункт дешифрации кассет регистрации и Контрольный Пункт по обслуживанию систем безопасности [КЛУБ-УП].
Начальником ДРММ с 1 апреля 1987 года по 25 июля 1999 года был Сиротенко Николай Александрович. С 26 июля 1999 года по 21 ноября 2007 года Казинцев Владимир Николаевич, с 21 ноября 2007 года по февраль 2012 года Гончаров Михаил Валерьевич, с февраля 2012 г. назначен начальником Андрей Анатольевич Романенко.